# Імператор Тюкьо
Імператор Тюкьо́ (яп. 仲恭天皇, ちゅうきょうてんのう, тюкьо тенно; 30 жовтня 1218 — 18 червня 1234) — 85-й Імператор Японії, синтоїстське божество. Роки правління: 15 травня 1221 — 29 червня 1221.
Син імператора Дзюнтоку і Ріцусі, доньки Кудзьо Йосіцуне, великого державного міністра. При народженні звався принц Каненарі, отрмиавши невбовзі статус спадкоємця трону.
1221 року під тиском сіккена Ходзьо Йосітокі імператор Дзюнтоку зрікся влади на користь Каненарі. Але невдовзі відбувся виступ проти бакуфу, внаслідок якого відставні імператори Дзюнтоку, Ґо-Тоба і Цутімікадо були заслані у різні провінції. Тому невдовзі за цим імператора Тюкьо було повалено. Новим імператором став принц Ютахіто, що став заний як імператор Ґо-Хорікава.
За цим колишнього імператора було відправлено до дому Кудзьо Мітііє. Тут помер у 1234 році. 